# Coupe du Chili féminine de football
La Coupe du Chili de football féminin (espagnol : Copa Chile de fútbol femenino) est une compétition annuelle de football féminin organisée par la Fédération du Chili de football, opposant tous les clubs du Chili, quelle que soit leur division. La compétition est créée en 2009.

## Finales
| Année | Vainqueur | Finaliste | Score | Réf.  |
| ----- | --------- | --------- | ----- | ----- |
| 2009  | Everton   | Colo-Colo | 4 - 2 | [ 1 ] |
| 2010  | Everton   | Colo-Colo | 2 - 1 | [ 2 ] |